# Souleuvre en Bocage
Souleuvre en Bocage és un municipi francès del departament de Calvados, a la regió de Normandia.Té una població, segons el cens de 2014, de 8.735 habitants.

## Geografia

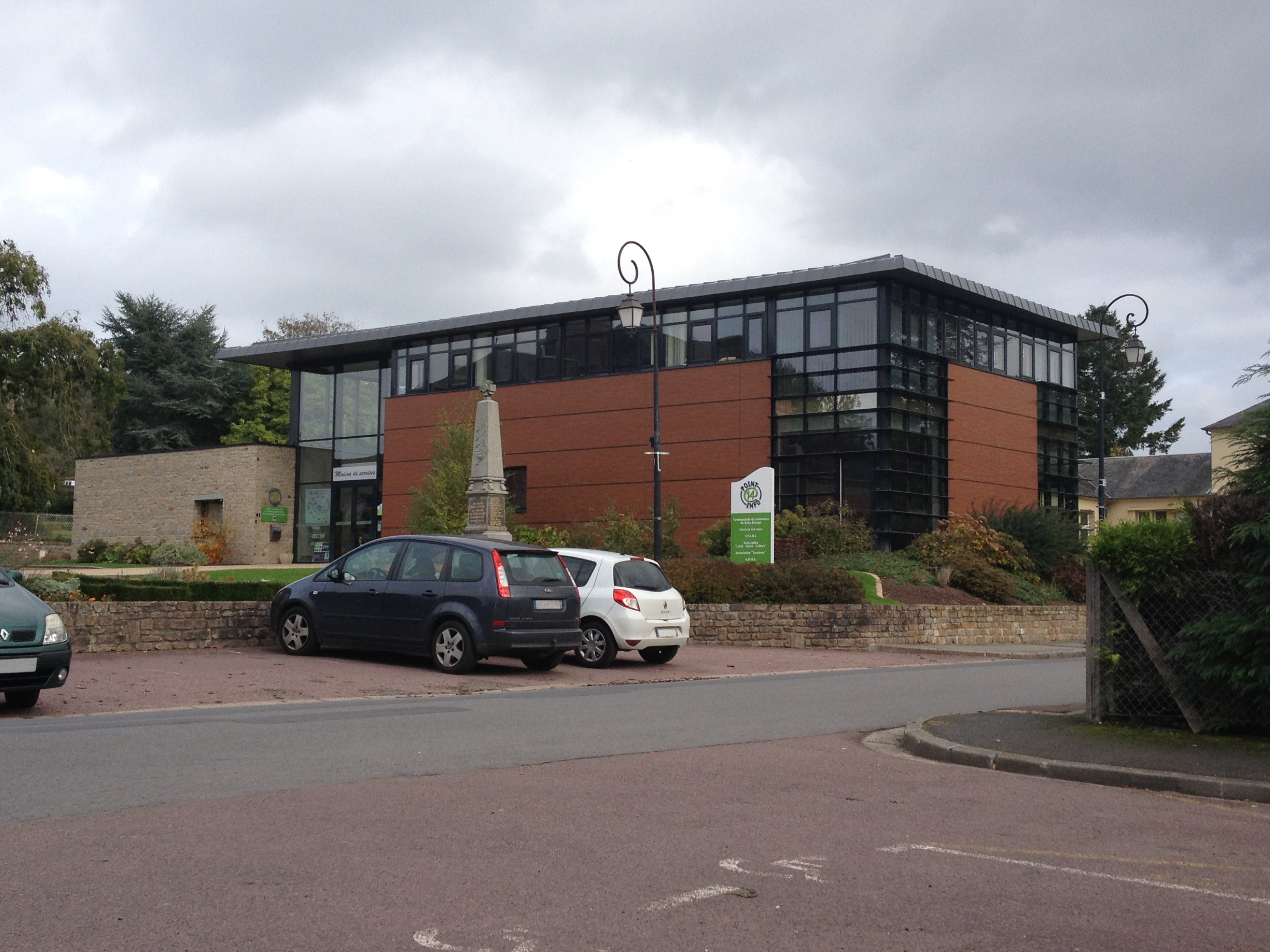
Alcaldia de Souleuvre en Bocage

El municipi de Soulevre en Bocage limita amb moltes altres comunes. A continuació es mostra, en el sentit de les agulles del rellotge començant pel nord, una llista dels municipis o comunes que l'envolten.
- al nord: Dampierre, Saint-Jean-des-Essartiers i Les Loges
- al nord-est: Saint-Jean-des-Essartiers, Cahagnes, Saint-Pierre-du-Fresne, Jurques i Brémoy
- a l'est: Le Mesnil-Auzouf, Danvou-la-Ferrière, Saint-Jean-le-Blanc i Lassy
- al sud-est: Valdallière
- al sud: Vire-Normandie
- al sud-oest: Landelles-et-Coupigny, Beaumesnil i Campagnolles
- a l'oest: Pont-Farcy i Pont-Bellange
- al nord-oes: Placy-Montaigu i Torigny-les-Villes

## Toponímia
Després d'una consulta popular, en que es van proposar 7 noms pel nou municipi, la proposat "Souleuvre en Bocage" va obtenir més de la meitat dels vots. La proposta guanyadora està formada per la unió de Souleuvre, un afluent del riu Vire que travessa el territori, i la Bocage Virois, la regió natural de la qual forma part la ciutat.
La forma del decret prefectural (sense guionets), que no compleix les normes de tipografia francesa, està confirmada pel Codi Geogràfic oficial que reprodueix els textos dels decrets prefecturals.

## Història
Va ser creat l'1 de gener de 2016 a partir de la fusió de les vint comunes que formaven la Comunitat de comunes de Bény-Bocage, sota el règim legal dels municipis nous. Les vint comunes originals, que són Beaulieu, Le Bény-Bocage, Bures-les-Monts, Campeaux, Carville, Étouvy, La Ferrière-Harang, La Graverie, Malloué, Montamy, Mont-Bertrand, Montchauvet, Le Reculey, Saint-Denis-Maisoncelles, Sainte-Marie-Laumont, Saint-Martin-des-Besaces, Saint-Martin-Don, Saint-Ouen-des-Besaces, Saint-Pierre-Tarentaine i Le Tourneur, han esdevingut municipis delegats de Souleuvre en Bocage.
L'1 de gener de 2017, es va integrar dins la nova Comunitat de comunes Intercom Vire au Noireau, nascuda de la fusió de la Comunitat de comunes del Pays de Condé i de la Druance i de la Comunitat de comunes Intercom Séverine, juntament amb els municipis nous de Valdallière, Souleuvre en Bocage i Vire Normandie.

## Política i administració
| Període       | Període | Alcalde           | Partit        |
| ------------- | ------- | ----------------- | ------------- |
| Gener de 2016 | ?       | Alain Declomesnil | Divers droite |

| Nom                                | Codi Insee | Superfície (km²) | Població | Densitat (hab./km²) |
| ---------------------------------- | ---------- | ---------------- | -------- | ------------------- |
| Le Bény-Bocage (seu de l'alcaldia) | 14061      | 8,91             | 1.035    | 116                 |
| Beaulieu                           | 14052      | 3,15             | 194      | 62                  |
| Bures-les-Monts                    | 14115      | 5,21             | 154      | 30                  |
| Campeaux                           | 14129      | 8,43             | 582      | 69                  |
| Carville                           | 14139      | 10,43            | 344      | 33                  |
| Étouvy                             | 14255      | 2,29             | 297      | 130                 |
| La Ferrière-Harang                 | 14264      | 11,43            | 316      | 28                  |
| La Graverie                        | 14317      | 11,89            | 1.184    | 100                 |
| Le Reculey                         | 14532      | 4,73             | 270      | 57                  |
| Le Tourneur                        | 14704      | 23,02            | 634      | 28                  |
| Malloué                            | 14395      | 1,27             | 27       | 21                  |
| Montamy                            | 14440      | 3,67             | 100      | 27                  |
| Mont-Bertrand                      | 14441      | 6,33             | 238      | 38                  |
| Montchauvet                        | 14443      | 18,21            | 378      | 21                  |
| Saint-Denis-Maisoncelles           | 14573      | 2,36             | 104      | 44                  |
| Sainte-Marie-Laumont               | 14618      | 15,61            | 665      | 43                  |
| Saint-Martin-des-Besaces           | 14629      | 22,03            | 1.175    | 53                  |
| Saint-Martin-Don                   | 14632      | 7,60             | 264      | 35                  |
| Saint-Ouen-des-Besaces             | 14636      | 8,48             | 408      | 48                  |
| Saint-Pierre-Tarentaine            | 14655      | 12,23            | 368      | 30                  |